# Chenisides
Chenisides är ett släkte av spindlar. Chenisides ingår i familjen täckvävarspindlar.
Kladogram enligt Catalogue of Life:
| Chenisides | \| \| Chenisides bispinigera \| \| \| \| \| \| Chenisides monospina \| \| \| \| |
|            | \| \| Chenisides bispinigera \| \| \| \| \| \| Chenisides monospina \| \| \| \| |
|            | Chenisides bispinigera                                                          |
|            |                                                                                 |
|            | Chenisides monospina                                                            |
|            |                                                                                 |